# Буревестник (Городецкий район)
Буреве́стник — посёлок в составе Тимирязевского сельсовета Городецкого района Нижегородской области.
Располагается на берегу Горьковского моря.Расстояние от поселка до Городца-13 км, до Нижнего Новгорода-62км, до Москвы-368 км.